# جريفاي أو نجريفاي
جريفاي ، أو نجريفاي ، هي قرية صغيرة تقع في محافظة نانا-جريبيزي ، في جمهورية أفريقيا الوسطى.

## التاريخ
في 5 أبريل/نيسان عام 2014، استولى راعي مسلح على قرية جريفاي، وقام بقتل القرويين ونهب ممتلكاتهم واغتصاب النساء. 
وفي 17 مايو/أيار عام 2021، هاجمت قوات حماية الشعب الكونغولية (CPC) قرية جريفاي. وقد أحرقت الميليشيات العديد من المنازل ونهبت ممتلكات القرويين، وقتلت عشرة أشخاص وأصابت آخرين من أهل القرية. نتيجةً إلى ذلك، فرّ القرويون إلى مدينة كاغا باندورو المجاورة بحثاً عن الأمان.  سابقاً، فرّ أكثر من 2000 شخص إلى مدينة كاغا باندورو بسبب وجود قوات حماية الشعب الكونغولية في قرية جريفاي. 

## الاقتصاد
يعتمد سكان قرية جريفاي على الصيد والزراعة كمصدر رئيسي للغذاء. كما يتواجد سوق بسيط في وسط ساحة القرية لخدمة الأهالي.

## التعليم
توجد مدرسة واحدة فقط في قرية جريفاي. 

## الرعاية الصحية
يوجد في القرية مركز صحي واحد.  ويحتوي المركز الصحي على جناح للولادة. 